# Ernst Rappel

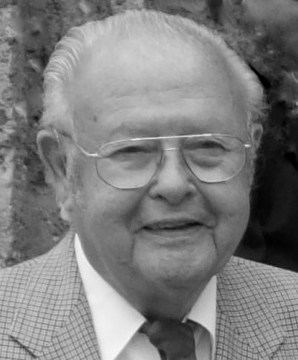
Ernst Rappel

Ernst Rappel (* 19. Mai 1922 in Traunstein; † 18. Januar 2013 in  Inzell) war ein deutscher akademischer Maler und Bildhauer.

## Leben
Sein Vater war Malermeister und Restaurator. Seine Mutter betrieb ein eigenes Farbengeschäft.
Rappel studierte von 1940 bis 1941 in München an der Kunstakademie, musste sein Studium wegen Einberufung während des Zweiten Weltkrieges unterbrechen, geriet in Kriegsgefangenschaft und konnte seine Studien erst 1948 bis 1950 an der Blocherer-Schule für Malerei, Grafik und Design in München fortsetzten.
1950 schloss er dort seine Meisterprüfung erfolgreich ab und studierte dann abermals bis 1954 an der Akademie der Bildenden Künste in München, wo er auch seine erste Frau Renate Andreas kennenlernte. Mit ihr machte sich Ernst Rappel selbständig und beschäftigte sich in den folgenden Jahren mit stets wechselnden Werkstoffen wie Putz, Sgraffito-Technik, Glas- und Steinmosaiken, Keramikwandbildern, Spachteltechniken und Bronzearbeiten. 1966 vervollständigte er seine Kenntnisse in Keramiktechniken bei Alvaro Ciancamerla in Rom.
Ernst Rappel verstarb am 18. Januar 2013 zuhause im Buchschlöglhof in Inzell.

## Werk
Ernst Rappel prägte mit seinen Wand- und Fassadenbildern in den mehr als 40 Jahren seines Schaffens seinen Heimatort Traunstein und seinen späteren Wohnort Inzell sowie die gesamte Region Chiemgau. Beispiele sind der Rupertusbrunnen am Traunsteiner Maxplatz und der Brunnen vor dem Inzeller Rathaus.
Bei den zahlreichen Fassadengestaltungen an Wohn- und Geschäftshäusern bedient sich Ernst Rappel einer bildreichen, farbigen Sprache. Seine Motive, häufig Heilige, Wappen oder Historienbilder, tragen in ihrer Umsetzung seine eindeutige Handschrift. Am unteren Bildrand findet sich zumeist die Signatur RA.
Eine weitere wichtige Gruppe seiner Werke stellt die Sakralkunst dar. Zu finden ist sie auf Friedhöfen, in Kirchen, Kindergärten und Krankenhäusern. Quelle seiner Inspiration war dabei stets eine intensive und kritische Auseinandersetzung mit der Bibel und dem christlichen Glauben. Hierzu kamen die Spuren, die der Tod auf seiner Seele hinterließ. Innerhalb weniger Jahre verlor er seine erste Ehefrau, mit der er viele Kunstwerke gemeinsam geschaffen hatte, und auch seine zweite Frau durch Krebs. Dennoch sind viele Arbeiten von humorvollen Details durchzogen, die ganz persönliche Hinweise auf den Künstler geben. Zum Beispiel verewigte er alle seine Hunde als Statisten in seinen Werken.
Eine umfangreiche Betrachtung des Lebenswerkes von Ernst Rappel ist im Juni 2000 erschienen; außerdem wird er in zahlreichen Kunst- und Bildbänden erwähnt.

### Ausgewählte Werke

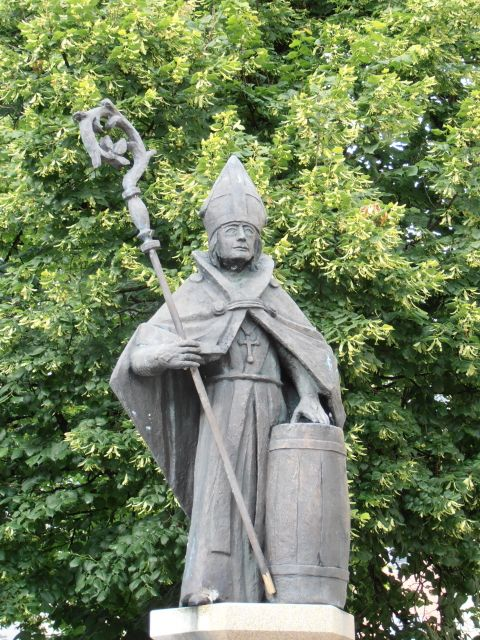
Rupertusbrunnen in Traunstein (Oberbayern), Bronzeguss; gestiftet vom Lions Club Traunstein

- Traunstein: Kirchenfenster, Kreuzwege, Tabernakel im Krankenhaus, Kinderheim, Kulturzentrum und Rupertusbrunnen am Maxplatz, Landratsamt und Landgericht
- Inzell: Rathaus mit Brunnen, Schule, Friedhofskapelle und Auferstehungsgrotte, Schwimmbad
- Ruhpolding: Mosaik im Vinzentinum Krankenhaus, Schule in Ruhpolding
- Reit im Winkl: Löwenbrunnen, Sparkasse, Feuerwehrhaus, Schwimmbad
- München-Fürstenried: Brunnen der Bayerischen Versicherungskammer